# Festival Eurovisão da Canção Júnior 2024
O Festival Eurovisão da Canção Júnior 2024 foi a 22ª edição do Festival Eurovisão da Canção Júnior. Foi organizado pela União Europeia de Radiodifusão (EBU) e pela emissora anfitriã Radiotelevisión Española (RTVE) em 16 de novembro de 2024. O concurso teve lugar em Espanha, depois de o país vencedor do ano anterior, a França, ter optado por não sediar. Foi a primeira vez que o concurso se realizou em Espanha, bem como o primeiro evento da Eurovisão realizado no país desde o Festival Eurovisão da Canção 1969, em Madrid. O concurso também foi o primeiro desde 2015 a ser realizado a um sábado.
A Geórgia foi a grande vencedora do concurso tendo Portugal, ficado em segundo lugar com o tema Esperança interpretado por Victoria Nicole. Portugal foi o vencedor do voto do público. Em terceiro lugar ficou a Ucrânia.

## Localização
No Festival Eurovisão da Canção Júnior, ao contrário do Festival Eurovisão da Canção, o país vencedor do ano anterior não recebe automaticamente o direito de acolher a próxima edição. No entanto, desde 2011 (com excepção de 2012, 2015 e 2018) tornou-se habitual que os vencedores assumissem funções de anfitrião e, desde 2019, o país vencedor tem o direito de preferência ao acolher a competição seguinte. Em 2015, a Itália, vencedora de 2014, recebeu esse direito, mas acabou optando por não fazê-lo.
Em 27 de novembro de 2023, após a sua vitória no concurso de 2023 em casa, a emissora francesa France Télévisions anunciou que seriam conduzidas negociações com a EBU sobre a realização do concurso de 2024, uma vez que vários países manifestaram interesse em fazê-lo e não o fizeram. querem um "monopólio francês na Eurovisão Júnior", tendo já sediado o evento duas vezes em um período de três anos. A França acabou optando por não sediar em 2024. A Espanha, que terminou em segundo lugar no concurso de 2023, foi anunciada, em 14 de fevereiro de 2024, como país anfitrião selecionado para 2024. A Caja Mágica de Madrid foi anunciada como sede em 10 de maio de 2024. Isto marcará a primeira vez que o concurso será realizado no país, bem como o primeiro evento da Eurovisão organizado pela Espanha desde o Festival Eurovisão da Canção 1969, também realizado em Madrid.

### Fase de licitação e seleção da cidade-sede
Após a confirmação da Espanha como país anfitrião para 2024, a Generalitat Valenciana anunciou que se candidataria para acolher o concurso numa cidade da Comunidade Valenciana; desde 2022, a comunidade autónoma acolhe o Benidorm Fest, a final nacional espanhola do Festival Eurovisão da Canção. O prefeito de Barcelona, Jaume Collboni, manifestou interesse em sediar o evento na cidade,seguido pelo prefeito de Málaga, Francisco de la Torre. Madrid, Granada e Saragoça também anunciaram a sua disponibilidade para acolher a competição.  O chefe da delegação espanhola, disse que a emissora recebeu diversas propostas após o anúncio e que uma decisão seria tomada nas semanas seguintes. Valência, Barcelona, Málaga, Granada e Saragoça teriam apresentado uma proposta oficial em meados de março de 2024.Pouco depois, porém, o Zaragoza anunciou a sua retirada devido à indisponibilidade do local pretendido para uma visita de avaliação. Em meados de abril, foi relatado extraoficialmente que Barcelona estava na vanguarda do processo de seleção, com o Palau Sant Jordi considerado como o local potencial, mas no final do mês a cidade saiu da disputa por falta de local adequado disponível para o final de 2024.
A RTVE e a EBU agendaram uma conferência de imprensa em Malmömässan, em Malmö, para 10 de maio de 2024, durante a Eurovisão de 2024, onde a cidade-sede selecionada foi Madrid, com a Caja Mágica como local selecionado.

## Participantes
Para que um país seja elegível para uma potencial participação no Festival Eurovisão da Canção Júnior, precisa de ser um membro activo da EBU.
Em 3 de setembro de 2024, a lista oficial dos países participantes foi revelada pela União Europeia de Radiodifusão e pela emissora espanhola RTVE.  A edição de 2024 assistiu ao regresso de Chipre à competição, após uma ausência de 6 edições, bem como de São Marino, após uma ausência de 8 edições. Por outro lado, o Reino Unido vai retirar-se da competição depois de ter participado durante dois anos consecutivos. Em 10 de outubro de 2024, a União Europeia de Radiodifusão revelará a ordem de apresentação dos diferentes países participantes. 
| #  | País               | Artista                            | Canção                 | Linguagem            | Compositor(es)                                                     | Ref.                        |
| -- | ------------------ | ---------------------------------- | ---------------------- | -------------------- | ------------------------------------------------------------------ | --------------------------- |
| 1  | Itália             | Simone Grande                      | "Pigiama party"        | Iitaliano e Inglês   | Alex Uhlmann Luca Mattioni Paolo Meneguzzi                         | [ 23 ] [ 24 ]               |
| 2  | Estónia            | Annabelle Ats                      | "Tänavad"              | Estoniano            | Sven Lõhmus                                                        | [ 25 ] [ 26 ] [ 27 ]        |
| 3  | Albânia            | Nikol Çabeli                       | "Vallëzoj"             | Albanês              | Endri Muçaj Eriona Rushiti                                         | [ 28 ] [ 29 ]               |
| 4  | Arménia            | Leo                                | "Cosmic Friend"        | Armênio e Inglês     | Vahram Petrosyan Maléna                                            | [ 30 ] [ 31 ] [ 32 ]        |
| 5  | Chipre             | Maria Pissarides                   | "Crystal Waters"       | Grego e Inglês       | Armin "Highmøre" Gilani Sophia Patsalides Maria Pissarides         | [ 33 ] [ 34 ] [ 35 ]        |
| 6  | França             | Titouan                            | "Comme ci, comme ça"   | Francês              | Malo Marie Bastide                                                 | [ 36 ] [ 37 ]               |
| 7  | Macedónia do Norte | Ana Vanchevska & Aleksej Ivanovski | "Marathon"             | Macedônio e Inglês   | Lazar Cvetkovski Magdalena Cvetkovska                              | [ 38 ] [ 39 ] [ 40 ]        |
| 8  | Polónia            | Dominik Arim                       | "All Together"         | Polaco e Inglês      | Aldona Dąbrowska Sławomir Sokołowski                               | [ 41 ] [ 42 ] [ 43 ]        |
| 9  | Geórgia            | Andria Putkaradze                  | "To My Mom"            | Georgiano            | Giga Kukhianidze Maka Davitaya                                     | [ 44 ] [ 45 ]               |
| 10 | Espanha            | Chloe DelaRosa                     | "Como la Lola"         | Espanhol             | Chloe DelaRosa Alejandro Martínez David Parejo Luis Vicente Ramiro | [ 46 ] [ 47 ] [ 48 ] [ 49 ] |
| 11 | Alemanha           | Bjarne                             | "Save the Best for Us" | Inglês e Alemão      | Ignacio Uriarte Kai Oliver Krug Thomas Meilstrup                   | [ 50 ] [ 51 ]               |
| 12 | Países Baixos      | Stay Tuned                         | "Music"                | Holandês e Inglês    | Jermain van der Bogt Willem Laseroms                               | [ 52 ] [ 53 ] [ 54 ]        |
| 13 | San Marino         | Idols SM                           | "Come noi"             | Italiano             | Francesco Sancisi Nicola Della Valle Paolo Macina                  | [ 55 ] [ 56 ] [ 57 ]        |
| 14 | Ucrânia            | Artem Kotenko                      | "Hear Me Now"          | Ucraniano e Inglês   | Svitlana Tarabarova                                                | [ 58 ] [ 59 ] [ 60 ] [ 61 ] |
| 15 | Portugal           | Victoria Nicole                    | "Esperança"            | Português e Espanhol | Victoria Nicole                                                    | [ 62 ] [ 63 ] [ 64 ]        |
| 16 | Irlanda            | Enya Cox Dempsey                   | "Le chéile"            | Irlandês             | Laoise Ní Nualláin Ian James White Nicky Brennan                   | [ 65 ] [ 66 ] [ 67 ]        |
| 17 | Malta              | Ramires Sciberras                  | "Stilla Ċkejkna"       | Maltês               | Aleandro Spiteri Monseigneur Lon Kirkop Peter Borg                 | [ 68 ] [ 69 ] [ 70 ]        |

### Outros países

#### Membros ativos da EBU
- Noruega - Embora a emissora norueguesa NRK tenha declarado em janeiro de 2024 que não participaria do concurso em 2024,[71] a emissora polonesa participante TVP mencionou em 14 de maio de 2024 em um artigo sobre o concurso que uma emissora da Noruega expressou sua intenção de participar, mas tinha ainda não tomou uma decisão final.[72] A Noruega participou pela última vez em 2005.

Emissoras membros ativas da EBU em Andorra, Áustria, Bélgica, Croácia, Dinamarca, Escócia, Eslováquia, Eslovênia, Finlândia, Grécia, Islândia, Israel, Letônia, Lituânia, Luxemburgo, País de Gales, Reino Unido, Romênia, San Marino, Sérvia, Suécia e Suiça (SRF) confirmaram a não participação antes do anúncio da lista de participantes pela EBU.

#### Membros associados da EBU
- Cazaquistão - Em 26 de novembro de 2023, na final de 2023, a emissora cazaque Khabar Agency expressou sua intenção de retornar ao concurso em 2024; no entanto, isto depende de um convite formal da UER.[107] A emissora polaca participante TVP mencionou, em 14 de maio de 2024, num artigo sobre o concurso, que uma emissora do Cazaquistão manifestou a sua intenção de participar, mas ainda não tinha tomado uma decisão final.[72] O Cazaquistão participou pela última vez em 2022.
- Austrália - Membros associados da Austrália, SBS e ABC confirmaram a não participação antes da divulgação da lista de participantes.[108][109][110]

## Produção

### Design visual
No dia 3 de setembro de 2024, juntamente com a lista dos países participantes, a RTVE e a EBU revelaram a arte temática e o slogan do concurso 2024, “Let’s Bloom”, bem como a cenografia. A arte temática apresenta a imagem de uma flor a desabrochar, que “faz referência ao desabrochar dos jovens artistas”.

### Apresentadores
No dia 12 de setembro de 2024, a RTVE revelou Ruth Lorenzo, Marc Clotet e Melani García como apresentadores do programa. Lorenzo representou Espanha no Festival Eurovisão da Canção 2014 e foi o anfitrião do Benidorm Fest 2024, enquanto García representou Espanha no Festival Eurovisão da Canção Júnior 2019.

### Atos de intervalo
Em abril de 2024, foi noticiado que a RTVE havia iniciado negociações com María Isabel para ser convidada ou anfitriã do concurso por ocasião do 20º aniversário de sua vitória em 2004.

## Transmissão
Todas as emissoras participantes podem optar por ter comentaristas locais ou remotos fornecendo insights e informações de votação ao seu público local. A União Europeia de Radiodifusão também fornecerá transmissões internacionais ao vivo do concurso através do seu canal oficial no YouTube, sem comentários.
| País     | Emissoras          | Canal                                            | Comentador(ws) | Ref                     |
| -------- | ------------------ | ------------------------------------------------ | --- | ----------------------- |
| Alemanha | ARD/ZDF            | Kika                                             | TBA | [ 114 ]                 |
| Espanha  | RTVE               | La 1, TVE Internacional, Rádio Nacional, Rádio 4 | Julia Valera e Tony Aguilar (La 1 e TVE Internacional) David Asensio e Sara Calvo (Rádio Nacional) Sònia Urbano e Xavi Martínez (Rádio 4) | [ 115 ] [ 116 ] [ 117 ] |
| França   | France Télévisions | France 2                                         | Stéphane Bern e Valentina | [ 118 ] [ 119 ]         |
| Itália   | RAI                | RAI 2                                            | Mario Acampa | [ 120 ] [ 121 ]         |

| País       | Emissoras | Canal          | Comentador(ws) | Ref             |
| ---------- | --------- | -------------- | -------------- | --------------- |
| Lituânia   | LRT       | LRT televizija | TBA            | [ 122 ]         |
| Montenegro | RTCG      | TBA            | TBA            | [ 123 ] [ 124 ] |